# Laverton, Somerset
Laverton är en by i civil parish Lullington, i enhetskommunen Somerset, i grevskapet Somerset, i England. Byn är belägen 5 km från Frome. Laverton var en civil parish fram till 1933 när blev den en del av Lullington. Civil parish hade 82 invånare år 1931. Byn nämndes i Domedagsboken (Domesday Book) år 1086, och kallades då Lavretone/Lavretona.